# Arrondissement Sarcelles
Sarcelles is een arrondissement van het Franse departement Val-d'Oise in de regio Île-de-France. De onderprefectuur is Sarcelles. Bij de oprichting van het arrondissement op 7 november 1962, toen nog als onderdeel van het departement Seine-et-Oise, werd de onderprefectuur gevestigd in Montmorency en droeg het arrondissement ook deze naam. De verplaatsing van de onderprefectuur naar Sarcelles en de daarmee gepaard gaande naamswijziging dateert van het jaar 2000.

## Kantons
Het arrondissement was tot 2014 samengesteld uit de volgende kantons:
- Kanton Domont
- Kanton Écouen
- Kanton Enghien-les-Bains
- Kanton Garges-lès-Gonesse-Est
- Kanton Garges-lès-Gonesse-Ouest
- Kanton Gonesse
- Kanton Goussainville
- Kanton Luzarches
- Kanton Montmorency
- Kanton Saint-Gratien
- Kanton Sarcelles-Nord-Est
- Kanton Sarcelles-Sud-Ouest
- Kanton Soisy-sous-Montmorency
- Kanton Viarmes
- Kanton Villiers-le-Bel

Na de herindeling van de kantons in 2014, met uitwerking in maart 2015, zijn dat:
- Kanton Deuil-la-Barre
- Kanton Domont (deel 6/11)
- Kanton Fosses
- Kanton Garges-lès-Gonesse
- Kanton Goussainville
- Kanton L'Isle-Adam  (deel 2/15)
- Kanton Montmorency  (deel 5/6)
- Kanton Sarcelles
- Kanton Villiers-le-Bel